# Wera Richter
Wera Richter (geb. 1969 in Dortmund) ist eine deutsche Politikerin und stellvertretende Vorsitzende der linksextremen und vom Verfassungsschutz beobachteten Deutschen Kommunistischen Partei (DKP). Richter ist Journalistin und seit 2020 Chefredakteurin der UZ.

## Leben
Wera Richter ist gelernte Gärtnerin. Ihre journalistische Laufbahn begann sie mit einem Praktikum bei der Parteizeitung der DKP Unsere Zeit. Später arbeitete sie im Ressort Innenpolitik der Tageszeitung junge Welt und war dort 2011 Ressortleitern. Auf dem 20. Parteitag der DKP 2013 wurde sie zur stellvertretenden Parteivorsitzenden gewählt und in der Folge wiedergewählt. Die Zeitschrift Marxistische Blätter veröffentlichte 2018 ihren Artikel zum 22. Parteitag der DKP. Sie löste 2020 Lars Mörking als Chefredakteur der UZ ab.